# Autódromo Ricardo Mejía
El Autódromo Ricardo Mejía fue un autódromo localizado en la ciudad de Bogotá, Colombia. El circuito se inauguró el 7 de febrero de 1971 con el Gran Premio República de Colombia, la primera competencia de pista celebrada en el país. Fue sede de distintos campeonatos nacionales e internacionales de velocidad y resistencia, además de celebrar la temporada 1972 de la Fórmula 2 Americana. Tras su inauguración, el circuito fue considerado para albergar un gran premio de Fórmula 1, en reemplazo del Gran Premio de México, pero no se concretó un acuerdo. En 1978 y tras varios desacuerdos entre las entidades deportivas del automovilismo nacional y su propietario Ricardo Mejía, se dio cierre al circuito. En 1980 partes del predio fueron adquiridos para la construcción de infraestructura de servicios comerciales.

## Historia
Durante las décadas de los 50 y 60 las competencias de automovilismo en Colombia eran realizados en las calles de barrios como el San Diego. A finales de los 60, el Club Los Tortugas junto al Distrito de Bogotá planearon construir un circuito permanente en el norte de la ciudad. Frente a ello, Ricardo Mejía ofreció un terreno de su propiedad y la financiación requerida para la construcción del circuito. Tras esto, en 1970 inició la construcción del circuito el cual se diseño con todos los requerimientos internacionales del momento. El futuro Autódromo Internacional de Bogotá fue rebautizado con el nombre de su benefactor, y su construcción buscaba que este fuera sede de un Gran Premio de Fórmula 1. El diseño del circuito fue realizado por el mismo grupo diseñador del Ontario Motor Speedway, con apoyo de Giuseppe Bacciagaluppi, jefe técnico del Autodromo Nazionale di Monza.
El diseño final del circuito comprendía varias curvas de velocidad media y graderías altas desde las cuales se podía observar el circuito por completo, siendo considerado un circuito moderno para la época. El circuito principal era de 3.925 kilómetros de longitud, y el trazado en óvalo era de 2.300 kilómetros. La construcción del circuito terminó en febrero de 1971, dos días antes de su inauguración con la presencia de pilotos Fórmula 1 y del Campeonato Mundial de Resistencia.

### Gran Premio República de Colombia
El Gran Premio inició el 7 de febrero de 1971 con autos de Fórmula 2 y participaron los pilotos Graham Hill, Jo Siffert, Rolf Stommelen, Derek Bell, Silvio Moser, Henri Pescarolo, Tetsu Ikusawa, Hannelore Werner, Alan Rollinson, Enzo Corti entre otros. La competencia se realizó en dos fines de semana con dos carreras de 30 vueltas en cada uno y con 50000 espectadores en total. El primer fin de semana tuvo a Alan Rollinson ganador de la clasificación, pero el suizo Jo Siffert ganó ambas carreras y se le otorgó la Copa Presidente de la República. La semana siguiente, el 14 de febrero, Siffert ganó la clasificación y la primera carrera mientras Rollinson ganó la segunda. Rollinson fue declarado como ganador y obtuvo el trofeo del Gran Premio Ciudad de Bogotá.